# Never Never Land
Never Never Land (рус. Нетландия) — дебютный студийный альбом английской андеграундной рок-группы Pink Fairies, выпущенный в 1971 году.

## Информация об альбоме
Запись альбома предварялась выпуском сингла «The Snake»/«Do It» на лейбле «Polydor». Сингл оказался достаточно успешным, и фирма заключила с Pink Fairies контракт на выпуск альбома.
Вскоре после записи альбома Твинк покинул группу и уехал в Марокко.
Дейв Томпсон (Allmusic) называет альбом одним из самых важных дебютов рок-музыки ранних 1970-х. Крис Джонс в обзоре для BBC отмечает Never Never Land как наиболее сфокусированную работу Pink Fairies, а песню «Do It» называет визитной карточкой группы.

## Список композиций
Слова и музыка всех песен — написаны Pink Fairies, за исключением обозначенных.
| №   | Название                       | Длительность |
| --- | ------------------------------ | ------------ |
| 1.  | «Do It» (Твинк)                | 3:41         |
| 2.  | «Heavenly Man» (Твинк)         | 3:41         |
| 3.  | «Say You Love Me»              | 3:48         |
| 4.  | «War Girl»                     | 4:34         |
| 5.  | «Never Never Land»             | 6:55         |
| 6.  | «Track One, Side Two»          | 4:41         |
| 7.  | «Thor» (Твинк)                 | 0:58         |
| 8.  | «Teenage Rebel»                | 5:20         |
| 9.  | «Uncle Harry’s Last Freak-Out» | 10:51        |
| 10. | «The Dream Is Just Beginning»  | 1:18         |

| №  | Название                                               | Длительность |
| -- | ------------------------------------------------------ | ------------ |
| 1. | «The Snake»                                            | 3:58         |
| 2. | «Do It» (сингл-версия)                                 | 3:04         |
| 3. | «War Girl» (альтернативный микс)                       | 4:34         |
| 4. | «Uncle Harry’s Last Freak-Out» (первоначальная версия) | 12:24        |

## Участники записи
Pink Fairies
- Пол Рудольф — гитара, вокал
- Дункан Сандерсон — бас-гитара
- Рассел Хантер — ударные
- Твинк — ударные, вокал

Продакшн
- Pink Fairies — продюсер
- Нил Слейвен — продюсер
- Энди Хендрикс — звукозапись, звукоинженер
- Гари Лионе — звукозапись, звукоинженер